# Daniel y el león
Daniel y el león es una escultura realizada por Gian Lorenzo Bernini entre el 1655 y el 1657 aproximadamente. Se encuentra colocada al interior de un nicho de la Capilla Chigi en la Basílica de Santa Maria del Popolo en Roma; muestra al profeta Daniel en el foso de los leones. Junto a la estatua de Abacuc y el ángel, diagonalmente opuesta, forma una composición más grande.

## Historia

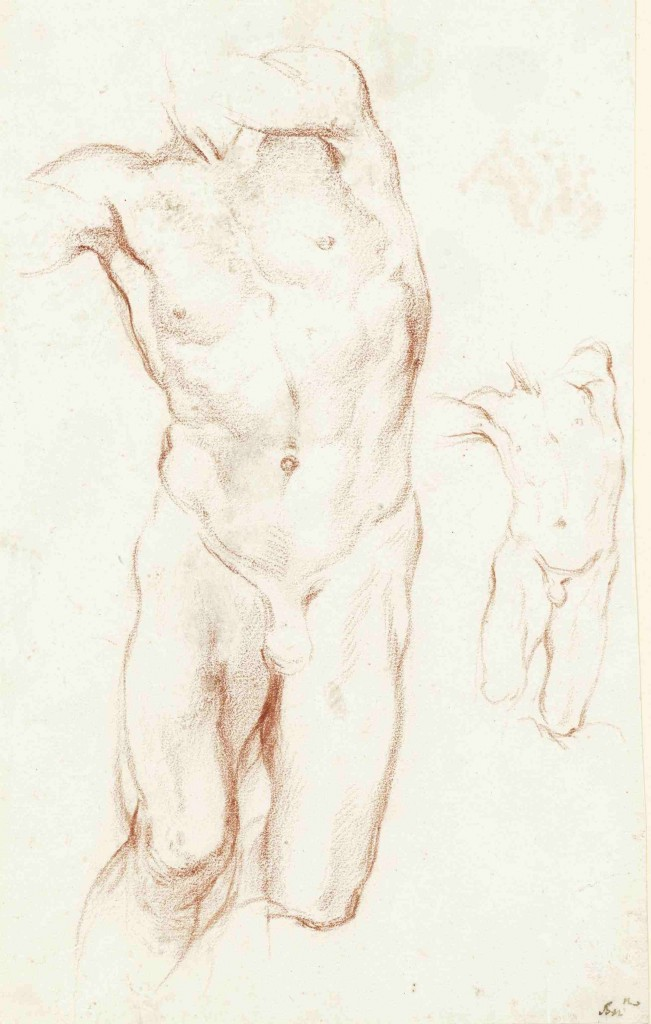
Estudie para la estatua, Lipsia.

Gian Lorenzo Bernini comenzó a trabajar en la capilla en el 1652 por cuenta de Fabio Chigi, cardinal presbítero de la basílica. Su patrocinador fue nombrado papa en 1655 con el nombre de Alejandro VII, dando un notable impulso a la restauración de la capilla funeraria. Hasta entonces, los dos nichos al lado del altar estaban todavía vacíos mientras los de la derecha y la izquierda de la entrada estaban ocupados por las estatuas esculpidas por Lorenzetto, sobre dibujos de Rafael: Giona saliendo de la ballena y Elia.
Un dibujo conservado en el taller de Bernini revela que el arquitecto inicialmente pensaba trasladar las dos estatuas rafaelescas a los nichos vacíos a ambos lados del altar, pero más adelante decidió hacerlo de forma diferente. Realizó, de hecho, las dos estatuas representando a los profetas Daniel y Abacuc, colocándolas diagonalmente una opuesta a la otra como si se miraran. Bernini creó una relación espacial que consiguió reavivar toda la capilla, llevando sus formas clásicas hacia un nuevo uso religioso.
La estatua de Daniel fue colocada en el nicho a la izquierda de la entrada. El 26 de junio de 1657 Bernini recibió 1.000 escudos como compensación por la estatua de Daniel, ya en ese momento posicionada. Los dibujos preparatorios conservados (cuatro estudios, actualmente presentes en el Museo de bellas artes de Lipsia) muestran que Bernini sacó su inspiración del célebre grupo del Laocoonte. Tales dibujos evidencian el proceso creativo a través del cual los modelos clásicos fueron estudiados y reelaborados según el gusto barroco. Un modelo preparatorio en terracota todavía se conserva en los Museos Vaticanos. En el pasado fue considerada obra de un asistente pero después de la restauración realizada en los años Ochenta fue reconocida como escultura del mismo Bernini, al tener incluso sus propias improntas digitales.

## Descripción
La obra muestra el característico alargamiento del cuerpo típica del último Bernini. El joven profeta se está arrodillando y su pie derecho está siendo lamido por el león domesticado. Daniel reza con fervor tendiendo su figura hacia la derecha del nicho mientras su rostro se vuelve a Dios, representado sobre el mosaico de la cúpula. El paño del vestido ondea desde los hombros al área lumbar, para llegar hasta los lados de la base.
Se nos presentan paralelismos temáticos y visuales con la estatua de Giona de Lorenzetto. Ambas historias representan la victoria sobre la muerte por la gracia de Dios ya que la muerte amenaza a los dos profetas adoptando la apariencia de una bestia peligrosa, la ballena en el caso de Giona, y el león en el de Daniel. Los profetas están representados con aspecto joven, atlético y heroico, más próximos a las representaciones de los antiguos dioses, que a los hombres barbudos descritos en el Antiguo testamento. Mientras que la cabeza de Giona fue inspirada por el rostro de las antiguas estatuas de Antínoo, para el Daniele Bernini extrajo su inspiración de Alejandro Magno.